# Доминик Купер
Доминик Купер (енгл. Dominic Cooper; 2. јун 1978) британски је филмски, телевизијски и позоришни глумац.
Најпознатији је по улогама у филмовима Мама Миа!, Војвоткиња, Генерација за памћење, Ђавољи двојник, Капетан Америка: Први осветник и Абрахам Линколн: Ловац на вампире.

## Филмографија
| Година | Наслов                            | Улога             |
| ------ | --------------------------------- | ----------------- |
| 2001   | Из пакла                          | полицајац         |
| 2005   | Доручак на Плутону                | момак у дискотеци |
| 2006   | Почетно питање                    | Спенсер           |
| 2006   | Генерација за памћење             | Дакин             |
| 2008   | Војвоткиња                        | Чарлс Греј        |
| 2008   | Мама Миа!                         | Скај              |
| 2009   | Образовање                        | Дени              |
| 2010   | Тамара Дру                        | Бен               |
| 2011   | Капетан Америка: Први осветник    | Хауард Старк      |
| 2012   | Ђавољи двојник                    | Љевин             |
| 2012   | Моја недеља са Мерилин            | Милтон Грин       |
| 2012   | Абрахам Линколн: Ловац на вампире | Хенри Стерџес     |
| 2014   | Потреба за брзином                | Дино Брустер      |
| 2014   | Дракула: Неиспричано              | султан Мехмед II  |
| 2022   | Принцеза                          | Џулијус           |